# Highlander (Fernsehserie)
Highlander ist eine von 1992 bis 1998 produzierte franko-kanadische Fantasy-Fernsehserie, die sich am Film Highlander – Es kann nur einen geben (1986) orientiert. Die Serie wurde in Deutschland von März 1993 bis November 1995 bei RTL (42 Folgen) und von März 1996 bis Dezember 1999 bei VOX (75 Folgen) ausgestrahlt.

## Intro
In allen Staffeln hört man vor jeder Episode ein Intro, das der ersten Staffel lautet wie folgt:
„Mein Name ist Duncan MacLeod, ich wurde vor 400 Jahren in den schottischen Highlands geboren. Ich bin unsterblich und ich bin nicht allein. Seit Jahrhunderten warten wir auf den Tag der großen Zusammenkunft, wenn das Schwert den Kopf von den Schultern trennt und den Sieger die ewige Kraft durchdringt. Am Ende kann es nur einen geben.“
In der ersten Staffel wird das Intro von der Stimme Duncan MacLeods gesprochen, in den Staffeln zwei und drei von einem Unbekannten mit leicht verändertem Text. Ab der vierten Staffel bis zum Ende der Serie wird der Vorspann von dem Beobachter Joe Dawson gesprochen, wobei der Text wieder leicht verändert wurde.
Danach ertönt dasselbe Lied wie im Original-Film, „Princes Of The Universe“ von der Rockgruppe Queen.

## Handlung
Hauptfigur ist der etwa 400 Jahre alte Schotte Duncan MacLeod, gespielt von Adrian Paul.
Er gehört zum selben Clan MacLeod aus den Highlands wie Connor MacLeod aus dem Film, ist aber einige Jahrzehnte jünger.
Connor (Christopher Lambert) hat einen Auftritt im Piloten der Serie, kommt danach aber nicht mehr vor. Die Serie bricht auch insofern mit dem Film, als dass es noch eine Vielzahl von Unsterblichen gibt.
Duncan gehört wie Connor zu diesen Unsterblichen, die nicht altern und nur durch Abtrennen des Kopfes getötet werden können. Unsterbliche können einander erkennen, wenn sie einander nahe genug kommen; sie fühlen die Präsenz eines anderen Unsterblichen. Dies wird in der Serie mittels eines Geräuschs und diverser Schnitte dargestellt. Sollten sie nicht befreundet sein, folgt einer solchen Begegnung üblicherweise ein Schwertkampf auf Leben und Tod. An dessen Ende nimmt der Gewinner die „Energie“ des Enthaupteten auf. Die Unsterblichen duellieren sich seit Jahrtausenden, bis eines Tages nur noch einer von ihnen übrig bleibt. Dieser wird die Macht aller Unsterblichen in sich vereinen und damit die Welt beherrschen.
Inhalt der Serie sind das Leben von Duncan, seiner sterblichen und unsterblichen Freunde in Paris und einer Stadt in den USA der 1990er-Jahre. Die Serie wurde zwar in Vancouver gedreht, spielt aber in einer amerikanischen Stadt ähnlich Seattle, die von den Produzenten Seacouver genannt wird.
Duncan ist dort Antiquitätenhändler. In späteren Staffeln betreibt er dieses Geschäft von seinem Hausboot unterhalb von Notre-Dame aus. In den USA betreibt er lange Zeit ein kleines Kampfsport-Studio, das er anfangs zusammen mit seinem sterblichen Freund Charlie DeSalvo führt, später arbeitet er nebenher noch als Gast-Dozent für Geschichte an der Universität. In fast jeder Folge trifft er auf andere Unsterbliche, manchmal alte Freunde und Bekannte, meist kommt jedoch zumindest ein Unsterblicher vor, mit dem er sich am Ende ein Duell liefert.
Ihren Reiz auf Fans übte die Serie auch durch die zahlreichen Rückblenden aus, die MacLeod immer wieder in anderen Epochen der Geschichte zeigen. Die Ausstattung dieser Rückblenden wird im Laufe der Serie immer historisch korrekter. Gegen Ende der letzten beiden Staffeln weiß der Zuschauer detailliert über Duncan MacLeods Vorleben Bescheid. Duncan MacLeod erlebt diverse Abenteuer und Schicksalsschläge (zum Beispiel die Ermordung seiner großen Liebe Tessa), die ihn zwar prägen und auch Fehler machen lassen, doch er hält stets an seinen Prinzipien fest, denn nur durch diese konnte er so lange die Kämpfe der Unsterblichen überleben. Er macht interessante Veränderungen durch und entwickelt sich so im Laufe der Serie – wie auch die Nebencharaktere – zu einer recht tiefgründigen Figur.
Duncan MacLeod besitzt wie alle Unsterblichen sein persönliches Schwert zum Kampf. In der Episode „Der Samurai“ wird erzählt, wie Duncan MacLeod sein Schwert von einem japanischen Samurai im 18. Jahrhundert erhält, der ihn versteckt und auch im Kenjutsu unterrichtet. Auch hier liegt ein Logikfehler vor: In der Serien-Pilotfolge erzählt Duncan seiner Freundin Tessa, er habe das Schwert von Connor bekommen und dieser – wie im Film von 1986 erzählt – das Schwert von seinem Mentor Ramirez empfangen. Schauspieler Adrian Paul lernte von Staffel zu Staffel besser mit diversen Waffen, aber vor allem dem Katana, umzugehen und lernte die Grundlagen verschiedener Kampfkünste, um dem kriegerischen Aspekt und auch der Ethik Duncan MacLeods gerecht zu werden und dessen Können entsprechend realistisch darzustellen. So gewinnen die Kämpfe von Staffel zu Staffel an Qualität. Dabei vermischen sich waffenlose und bewaffnete Stile aus diversen Kulturen, vom japanischen Jiujitsu und Kenjutsu über Kendo, Bojutsu und chinesische Kung-Fu-Stile bis hin zu europäischen Fechtstilen sowie Boxen und Ringen. Das Training seiner Kampfkünste ist ein essentieller Teil von Duncans Leben; er übt sich regelmäßig in diversen Disziplinen und tauscht sich mit anderen Unsterblichen wie Methos oder sterblichen Freunden wie Charlie DeSalvo aus. Auch in der Vergangenheit reist Duncan zufällig oder beabsichtigt zu diversen Kampfkunstlehrern in die Mongolei, nach Japan, China oder auch Spanien.
In diversen Rückblenden, die nach der Zeit Duncans in Japan spielen, benutzt er im Kampf oftmals schon dieses Katana. In Zeiten davor bedient er sich verschiedener zeitgenössischer Waffen wie Rapier und Dolch usw. Die bevorzugte Waffe ist dann meistens aber das in diversen Varianten erscheinende schottische Korbgriffschwert, auch Basket-Hilt Broadsword genannt. In Staffel 4, Folge 1 kehrt Duncan in seine Heimat in den schottischen Highlands zurück und kämpft dort mit dem Claymore seines Vaters gegen den bösen Unsterblichen Karnwulf. Ebenfalls ein spezieller Kampf mit anderen Waffen findet in Staffel 3 statt, als er Rache für seine ermordete indianische Wahlfamilie nimmt und zwischendurch mit dem Tomahawk und im Endkampf mit einem indianischen Speer kämpft. Manchmal nimmt er auch das zur Hand, was gerade greifbar ist, wie z. B. zwei japanische Kurzschwerter (Wakizashi), einen Dolch u. Ä.
In den USA fährt MacLeod immer einen schwarzen Thunderbird und ab und zu Tessas weißen Mercedes, in Frankreich nutzt er einen alten Citroën, später einen grünen Land Rover.
In der Serie geht es vor allem um den Kampf Gut gegen Böse. Hier wird der Kampf mit dem Schwert zwischen Unsterblichen ausgetragen. Einige Episoden sind stark von Mystik geprägt, so der Mehrteiler Die vier Apokalyptischen Reiter sowie Der Dämon. In mehreren Folgen wird Duncan MacLeod sogar böse, da er im Kampf einen Schamanen töten musste, der wiederum durch das Sammeln der negativen Energien von bösen Unsterblichen letztendlich selbst böse geworden war. Diese auf mehrere Folgen aufgeteilte Geschichte prägt auch das Verhältnis MacLeods zu dessen inzwischen selbst unsterblich gewordenem Zögling Richie. Als er diesen in den letzten Staffeln aus Versehen unter dämonischem Einfluss tötet, entsagt MacLeod aus Buße der Gewalt und tauscht sein Katana gegen einen Escrimastock. Im Laufe der letzten Staffel kehrt er aber zum Katana zurück, weil er durch Joe Dawson und Methos erkennt, dass Richies Tod nicht seine Schuld war und er sich nicht aus dem Spiel heraushalten kann.
Es tauchen in der Serie immer wieder prominente Gastdarsteller auf, so zum Beispiel Fine-Young-Cannibals-Sänger Roland Gift oder The-Who-Legende Roger Daltrey, der deutsche Schauspieler Christoph M. Ohrt und Julia Stemberger.
Die sechs Staffeln der Serie wurden in Frankreich und Kanada gedreht, vornehmlich an vielen authentischen Orten und mit wenig Studioarbeiten.
Während der zweite und dritte Highlander-Film sich nicht auf die Serie beziehen, spielt der vierte Film Highlander Endgame im Serien- und nicht im ursprünglichen Film-Universum. Nach dem Piloten treten Duncan und Connor MacLeod dort erstmals wieder gemeinsam auf. Ebenso auf die Serie bezieht sich der letzte Teil der Highlander-Filme, Highlander – Die Quelle der Unsterblichkeit. Darin tauchen bekannte Figuren aus der Serie wie Methos und Joe Dawson auf.
Es existieren zwei Ableger zur Highlander-Serie.
- Zum einen Raven – Die Unsterbliche, welche von der 1200-jährigen Diebin Amanda handelt. Die Serie lief nur eine Staffel von 1998 bis 1999.
- Außerdem gibt es eine Zeichentrickserie Highlander. Sie lief zwei Staffeln von 1994 bis 1996.

## Besetzung
Die Synchronisation der Serie wurde bei der Neue Tonfilm München nach Dialogbüchern von Andreas Pollak und Pierre Peters-Arnolds unter der Dialogregie von Rainer Gerlach erstellt.
| Rolle                 | Darsteller           | Synchronsprecher |
| --------------------- | -------------------- | --- |
| Duncan MacLeod        | Adrian Paul          | Jörg Hengstler |
| Richard „Richie“ Ryan | Stan Kirsch          | Philipp Moog |
| Tessa Noel            | Alexandra Vandernoot | Marietta Meade (Staffel 2) Bettina Weiß (Staffel 6)                                                                      |
| Joe Dawson            | Jim Byrnes           | Joachim Höppner |
| Charlie DeSalvo       | Philip Akin          | Jan Odle |
| Maurice               | Michel Modo          | Mogens von Gadow |
| Anne Lindsey          | Lisa Howard          | Silke Matthias |
| Amanda                | Elizabeth Gracen     | Elisabeth Günther (Staffel 1–2) Arianne Borbach (Staffel 3–6)                                                            |
| Methos/Adam Pierson   | Peter Wingfield      | Gunnar Helm |
| Darius                | Werner Stocker       | Michael Schernthaner (Staffel 1–2) Reinhard Kuhnert (Staffel 3–6)                                                        |
| Randi MacFarland      | Amanda Wyss          | |
| Hugh Fitzcairn        | Roger Daltrey        | Ekkehardt Belle (Staffel 1–2) Patrick Winczewski (Staffel 3–4) Bernd Vollbrecht (Staffel 4) Rainer Doering (Staffel 5–6) |

## Episodenliste
|           |                                 |                        |                     |                      |
| Nr.       | Deutscher Titel                 | Originaltitel          | US-Erstausstrahlung | dt. Erstausstrahlung |
| 1 (1x01)  | Die Zusammenkunft               | The Gathering          | 28. September 1992  | 2. März 1993         |
| 2 (1x02)  | Die Maske                       | Family Tree            | 14. Dezember 1992   | 30. März 1993        |
| 3 (1x03)  | Willenlos                       | The Road not taken     | 12. Oktober 1992    | 16. März 1993        |
| 4 (1x04)  | Der Fremde                      | Innocent Man           | 5. Oktober 1992     | 20. April 1993       |
| 5 (1x05)  | Sprung in den Tod               | Free Fall              | 26. Oktober 1992    | 9. März 1993         |
| 6 (1x06)  | Ein Toter zu wenig              | Bad day in building A  | 19. Oktober 1992    | 27. April 1993       |
| 7 (1x07)  | Die Wilderer                    | Mountain Men           | 9. November 1992    | 23. März 1993        |
| 8 (1x08)  | Der Todesengel                  | Deadly Medicine        | 2. November 1992    | 4. Mai 1993          |
| 9 (1x09)  | Der Russe                       | The sea witch          | 30. November 1992   | 11. Mai 1995         |
| 10 (1x10) | Das verlorene Schwert           | Revenge is Sweet       | 16. November 1992   | 13. April 1993       |
| 11 (1x11) | Blondinen bevorzugt             | See no Evil            | 1. Februar 1993     | 25. Mai 1993         |
| 12 (1x12) | Das Attentat                    | Eyewitness             | 7. Dezember 1992    | 18. Mai 1993         |
| 13 (1x13) | Nachricht von Darius            | Band of Brothers       | 8. Februar 1993     | 1. Juni 1993         |
| 14 (1x14) | Masken des Todes                | For evil’s sake        | 15. Februar 1993    | 8. Juni 1993         |
| 15 (1x15) | Beichtgeheimnisse               | For tomorrow we die    | 22. Februar 1993    | 15. Juni 1993        |
| 16 (1x16) | Der Dämon des Waldes            | The beast below        | 8. März 1993        | 29. Juni 1993        |
| 17 (1x17) | Der König vom Amazonas          | Saving Grace           | 15. März 1993       | 22. Juni 1993        |
| 18 (1x18) | Zirkusluft                      | The Lady and the Tiger | 19. April 1993      | 6. Juli 1993         |
| 19 (1x19) | Das Geheimnis des Modeschöpfers | Eye of the beholder    | 3. Mai 1993         | 13. Juli 1993        |
| 20 (1x20) | Der Racheengel                  | Avenging Angel         | 26. April 1993      | 27. Juli 1993        |
| 21 (1x21) | Flucht ohne Ausweg              | Nowhere to run         | 10. Mai 1993        | 3. August 1993       |
| 22 (1x22) | Die fünfte Chronik              | The Hunters            | 17. Mai 1993        | 10. August 1993      |

|           |                                    |                          |                     |                      |
| Nr.       | Deutscher Titel                    | Originaltitel            | US-Erstausstrahlung | dt. Erstausstrahlung |
| 23 (2x01) | Tödlicher Wahn                     | The Watchers             | 27. September 1993  | 16. Juli 1995        |
| 24 (2x02) | Wahre Gefühle                      | Studies in Light         | 4. Oktober 1993     | 23. Juli 1995        |
| 25 (2x03) | Zum Tode verurteilt                | Turnabout                | 11. Oktober 1993    | 30. Juli 1997        |
| 26 (2x04) | Duell im Dunkeln                   | The Darkness             | 18. Oktober 1993    | 30. Juli 1997        |
| 27 (2x05) | Auge um Auge                       | Eye for an Eye           | 25. Oktober 1993    | 18. August 1997      |
| 28 (2x06) | Die Armee der Wehrlosen            | The Zone                 | 1. November 1993    | 13. August 1997      |
| 29 (2x07) | Amandas Rückkehr                   | The Return of Amanda     | 8. November 1993    | 6. August 1997       |
| 30 (2x08) | Die Rache des Schwertes            | Revenge of the sword     | 15. November 1993   | 20. August 1997      |
| 31 (2x09) | Die Geheimorganisation             | Run for your life        | 22. November 1993   | 27. August 1997      |
| 32 (2x10) | Ein gefährliches Geschäft          | Epitaph for Tommy        | 29. November 1993   | 3. September 1997    |
| 33 (2x11) | Der Tod des Boxers                 | The Fighter              | 31. Januar 1994     | 10. September 1997   |
| 34 (2x12) | Lauras Geheimnis                   | Under color of authority | 7. Februar 1994     | 5. November 1997     |
| 35 (2x13) | Von kleinen Babys und großen Bären | Bless the Child          | 14. Februar 1994    | 1. Oktober 1997      |
| 36 (2x14) | Der Letzte von uns Teil 1          | Unholy Alliance Part 1   | 21. Februar 1994    | 8. Oktober 1997      |
| 37 (2x15) | Der Letzte von uns Teil 2          | Unholy Alliance Part 2   | 28. Februar 1994    | 8. Oktober 1997      |
| 38 (2x16) | Der Vampir                         | The Vampire              | 7. März 1994        | 8. Oktober 1997      |
| 39 (2x17) | Tod eines Präsidenten              | Warmonger                | 14. März 1994       | 15. Oktober 1995     |
| 40 (2x18) | Die Tochter des Pharaos            | Pharaoh’s daughter       | 25. April 1994      | 22. Oktober 1995     |
| 41 (2x19) | Das Vermächtnis                    | Legacy                   | 2. Mai 1994         | 29. Oktober 1995     |
| 42 (2x20) | Der verlorene Sohn                 | Prodigal Son             | 9. Mai 1994         | 1. November 1995     |
| 43 (2x21) | Die Doppelgängerin Teil 1          | Counterfeit Part 1       | 16. Mai 1994        | 12. November 1995    |
| 44 (2x22) | Die Doppelgängerin Teil 2          | Counterfeit Part 2       | 23. Mai 1994        | 12. November 1995    |

|           |                                 |                         |                     |                      |
| Nr.       | Deutscher Titel                 | Originaltitel           | US-Erstausstrahlung | dt. Erstausstrahlung |
| 45 (3x01) | Der Samurai                     | The Samurai             | 26. September 1994  | 3. März 1996         |
| 46 (3x02) | In der Schußlinie               | Line of Fire            | 3. Oktober 1994     | 10. März 1996        |
| 47 (3x03) | Der Revolutionär                | The Revolutionary       | 11. Oktober 1994    | 17. März 1996        |
| 48 (3x04) | Das Kreuz des heiligen Antonius | The cross of St.Antoine | 17. Oktober 1994    | 24. März 1996        |
| 49 (3x05) | Ritus des Übergangs             | Rite of passage         | 24. Oktober 1994    | 31. März 1996        |
| 50 (3x06) | Kampfgeist                      | Courage                 | 31. Oktober 1994    | 7. April 1996        |
| 51 (3x07) | Das Lamm                        | The Lamb                | 7. November 1994    | 14. April 1996       |
| 52 (3x08) | Besessenheit                    | Obsession               | 14. November 1994   | 21. April 1996       |
| 53 (3x09) | Schatten                        | Shadows                 | 21. November 1994   | 28. April 1996       |
| 54 (3x10) | Erpressung                      | Blackmail               | 28. November 1994   | 5. Mai 1996          |
| 55 (3x11) | Blutrache                       | Vendetta                | 30. Januar 1995     | 12. Mai 1996         |
| 56 (3x12) | Im Dienst der Sache             | They also Serve         | 6. Februar 1995     | 19. Mai 1996         |
| 57 (3x13) | Blinder Glaube                  | Blind Faith             | 13. Februar 1995    | 26. Mai 1996         |
| 58 (3x14) | Des Henkers Lied                | Song of the executioner | 20. Februar 1995    | 2. Juni 1996         |
| 59 (3x15) | Unter einem schlechten Stern    | Star-crossed            | 27. Februar 1995    | 9. Juni 1996         |
| 60 (3x16) | Methos                          | Methos                  | 6. März 1995        | 16. Juni 1996        |
| 61 (3x17) | Das Ende der Dunkelheit         | Take back the night     | 24. April 1995      | 23. Juni 1996        |
| 62 (3x18) | Bekenntnis                      | Testimony               | 1. Mai 1995         | 30. Juni 1996        |
| 63 (3x19) | Todsünden                       | Mortal Sins             | 8. Mai 1995         | 7. Juli 1996         |
| 64 (3x20) | Berechtigter Zweifel            | Reasonable Doubt        | 15. Mai 1995        | 14. Juli 1996        |
| 65 (3x21) | Die Entscheidung Teil 1         | Finale Part 1           | 22. Mai 1995        | 21. Juli 1996        |
| 66 (3x22) | Die Entscheidung Teil 2         | Finale Part 2           | 29. Mai 1995        | 28. Juli 1996        |

|           |                                     |                        |                     |                      |
| Nr.       | Deutscher Titel                     | Originaltitel          | US-Erstausstrahlung | dt. Erstausstrahlung |
| 67 (4x01) | Zurück zu den Wurzeln               | Homeland               | 25. September 1995  | 4. August 1996       |
| 68 (4x02) | Gefährliche Nähe                    | Brothers in arms       | 8. Oktober 1995     | 11. August 1996      |
| 69 (4x03) | Das Opfer                           | The innocent           | 15. Oktober 1995    | 18. August 1996      |
| 70 (4x04) | Herr der Meute/Bedingungslose Rache | Leader of the Pack     | 22. Oktober 1995    | 25. August 1996      |
| 71 (4x05) | Glücksspiele                        | Double Eagle           | 29. Oktober 1995    | 1. September 1996    |
| 72 (4x06) | Um jeden Preis                      | Reunion                | 5. November 1995    | 8. August 1996       |
| 73 (4x07) | Der Psychopath                      | The Colonel            | 12. November 1995   | 15. September 1996   |
| 74 (4x08) | Unsichere Helden                    | Reluctant Heroes       | 19. November 1995   | 22. September 1996   |
| 75 (4x09) | Der Zorn der Göttin                 | The Wrath of Kali      | 26. November 1995   | 29. September 1996   |
| 76 (4x10) | Gefährliche Leidenschaft            | Chivalry               | 3. Dezember 1995    | 6. Oktober 1996      |
| 77 (4x11) | Zeitlos                             | Timeless               | 4. Februar 1996     | 13. Oktober 1996     |
| 78 (4x12) | Die Katastrophe                     | The Blitz              | 11. Februar 1996    | 20. Oktober 1996     |
| 79 (4x13) | Die Macht des Bösen                 | Something Wicked       | 18. Februar 1996    | 27. Oktober 1996     |
| 80 (4x14) | Die letzte Chance                   | Deliverance            | 25. Februar 1996    | 3. November 1996     |
| 81 (4x15) | Versprechungen                      | Promises               | 2. März 1996        | 10. November 1996    |
| 82 (4x16) | Jagd nach dem Juwel                 | Methuselah’s Gift      | 28. April 1996      | 17. November 1996    |
| 83 (4x17) | Der unsterbliche Cimoli             | The immortal Cimoli    | 5. Mai 1996         | 24. November 1996    |
| 84 (4x18) | Seltsames Wiedersehen               | Through a glass darkly | 12. Mai 1996        | 1. Dezember 1996     |
| 85 (4x19) | Gefährliches Doppel                 | Double Jeopardy        | 3. Mai 1997         | 1. Dezember 1996     |
| 86 (4x20) | Bis daß der Tod …                   | Till Death             | 19. Mai 1996        | 8. Dezember 1996     |
| 87 (4x21) | Der jüngste Tag                     | Judgement day          | 26. Mai 1996        | 8. Dezember 1996     |
| 88 (4x22) | Eine Minute vor Mitternacht         | One Minute to Midnight | 28. September 1996  | 15. Dezember 1996    |

|            |                              |                                |                     |                      |
| Nr.        | Deutscher Titel              | Originaltitel                  | US-Erstausstrahlung | dt. Erstausstrahlung |
| 89 (5x01)  | Die Stimme des Todes         | Prophecy                       | 5. Oktober 1996     | 13. Februar 1998     |
| 90 (5x02)  | Ende der Unschuld            | The End of Innocence           | 12. Oktober 1996    | 16. Februar 1998     |
| 91 (5x03)  | Auf der Flucht               | Manhunt                        | 19. Oktober 1996    | 17. Februar 1998     |
| 92 (5x04)  | Das Gesetz der Straße        | Glory days                     | 26. Oktober 1996    | 18. Februar 1998     |
| 93 (5x05)  | Dichtung und Wahrheit        | Dramatic license               | 2. November 1996    | 19. Februar 1998     |
| 94 (5x06)  | Alte Komplizen               | Money no object                | 9. November 1996    | 20. Februar 1998     |
| 95 (5x07)  | Geisterstunde                | Haunted                        | 16. November 1996   | 23. Februar 1998     |
| 96 (5x08)  | Der Krieger Gottes           | Little tin God                 | 23. November 1996   | 24. Februar 1998     |
| 97 (5x09)  | Ewiger Friede                | The Messenger                  | 30. November 1996   | 25. Februar 1998     |
| 98 (5x10)  | Götterdämmerung              | The Valkyrie                   | 1. Februar 1997     | 26. Februar 1998     |
| 99 (5x11)  | Der Reiter der Apokalypse I  | Comes a Horseman               | 8. Februar 1997     | 27. Februar 1998     |
| 100 (5x12) | Der Reiter der Apokalypse II | Revelations 6:8                | 15. Februar 1997    | 2. März 1998         |
| 101 (5x13) | Offene Rechnung              | The Ransom of Richard Redstone | 22. Februar 1997    | 3. März 1998         |
| 102 (5x14) | Duell der Meister            | Duende                         | 1. März 1997        | 4. März 1998         |
| 103 (5x15) | Der Thron von Schottland     | The stone of scone             | 26. April 1997      | 5. März 1998         |
| 104 (5x16) | Eine Frage der Gerechtigkeit | Forgive us our trespasses      | 10. Mai 1997        | 6. März 1998         |
| 105 (5x17) | Das Leben der Bohème         | The modern prometheus          | 17. Mai 1997        | 9. März 1998         |
| 106 (5x18) | Erzengel                     | Archangel                      | 24. Mai 1997        | 10. März 1998        |

|            |                                 |                     |                     |                      |
| Nr.        | Deutscher Titel                 | Originaltitel       | US-Erstausstrahlung | dt. Erstausstrahlung |
| 107 (6x01) | Die Rückkehr des Dämonen        | Avatar              | 5. Oktober 1997     | 11. März 1998        |
| 108 (6x02) | Armageddon                      | Armageddon          | 11. Oktober 1997    | 12. März 1998        |
| 109 (6x03) | Die Sünden des Vaters           | Sins of the Father  | 18. Oktober 1997    | 13. März 1998        |
| 110 (6x04) | Das Todesspiel                  | Diplomatic Immunity | 25. Oktober 1997    | 16. März 1998        |
| 111 (6x05) | Ohne Erinnerung                 | Patient Number 7    | 1. November 1997    | 17. März 1998        |
| 112 (6x06) | Jagdsaison                      | Black Tower         | 8. November 1997    | 18. März 1998        |
| 113 (6x07) | Sherlock MacLeod                | Unusual Suspects    | 15. November 1997   | 19. März 1998        |
| 114 (6x08) | Die Vergeltung                  | Justice             | 22. November 1997   | 20. März 1998        |
| 115 (6x09) | Schöne Ferien                   | Deadly Exposure     | 31. Januar 1998     | 23. März 1998        |
| 116 (6x10) | Der Kreuzritter                 | Two of Hearts       | 14. Februar 1998    | 24. März 1998        |
| 117 (6x11) | Von der Vergangenheit eingeholt | Indiscretions       | 2. Mai 1998         | 23. Dezember 1999    |
| 118 (6x12) | Sein oder nicht sein I          | To be               | 9. Mai 1998         | 30. Dezember 1999    |
| 119 (6x13) | Sein oder nicht sein II         | Not to be           | 16. Mai 1998        | 22. Januar 2000      |

## Die Beobachter
Die Beobachter sind eine geheime Gruppe, die von der Existenz der Unsterblichen weiß. Die Mitglieder haben es sich zur Aufgabe gemacht, die Unsterblichen zu beobachten und all ihre Aktivitäten zu dokumentieren. Das Leben der Unsterblichen wird in den Chroniken der Beobachter dokumentiert.
Jeder Beobachter muss vor seinem ersten Auftrag einen Eid ablegen. In diesem Eid schwört der Beobachter, dass er sich niemals in das Leben der Unsterblichen einmischt, die Organisation geheim hält und er keinen persönlichen Kontakt zu Unsterblichen unterhält. Nach dem Schwur wird dem neuen Mitglied das Symbol der Beobachter auf der Innenseite des Handgelenks tätowiert.
Der Hauptsitz der Beobachter ist in der französischen Hauptstadt Paris. Im Hauptquartier wurde auch der Kristall von Rebecca verwahrt, dessen Besitzer angeblich unsterblich werden würde.
Die Regel des Nichteinmischens in die Belange der Unsterblichen wurde mehrmals von Beobachtern missachtet. James Horton, ein Beobachter und Verwandter von Joe Dawson, verachtete die Unsterblichen so stark, dass er bereit war, sie zu vernichten. Er versammelte eine ganze Reihe von Beobachtern hinter sich, die seine Meinung teilten und bereit sind dafür zu töten. Diese Gruppe hat zum Beispiel Darius in seiner Kapelle enthauptet.
Eine weitere Einmischung ist z. B. seinem Schützling bzw. Auftrag Informationen zukommen zu lassen, so dass dieser einen Vorteil hat.
Auch die Regel, dass kein Kontakt zwischen Unsterblichen und Beobachtern entstehen darf wurde gebrochen, wie es bei der Freundschaft zwischen Duncan MacLeod und Joe Dawson, der zunächst einen Buchladen, dann eine Blues-Kneipe in den USA betreibt, nach seinem Ende bei den Beobachtern eine in Paris, der Fall war. Diese Freundschaft wird Joe Dawson in den späteren Staffeln zum Verhängnis, die Beobachter wollen ihn liquidieren. Doch ein unsterblicher Zigeuner, der mit Duncan MacLeod befreundet war, rettet Joe Dawson zufällig, als er Rache an den Beobachtern nimmt, die er mit den Unsterblichen-Feinden um James Horton verwechselt.
Methos gelingt es, sich unter dem Namen Adam Pierson bei den Beobachtern einzuschleusen. Den Vornamen Adam nutzt er als Anspielung darauf, der erste Unsterbliche zu sein, wie Adam der erste Mensch war. Selbst ein Unsterblicher kann Methos keine anderen Unsterblichen beobachten, stattdessen arbeitet er an einer Chronik über den ältesten Unsterblichen, sich selbst.

## Wissenswertes über die Unsterblichkeit
Die Unsterblichen sind einer Reihe von Regeln unterworfen, die ihr Leben bestimmen:
Die wichtigste Regel ist zweifelsohne die, dass es am Ende nur einen geben kann.
Eine weitere Regel untersagt es den Unsterblichen auf Heiligem Boden zu kämpfen, etwa in Kirchen und Tempeln oder auf Friedhöfen und Begräbnisstätten, da dies katastrophale Auswirkungen haben kann. In der Serie wird angedeutet, dass zum Beispiel der Ausbruch des Vesuv und der damit verbundene Untergang von Pompeji auf ein solches verbotenes Duell zurückzuführen sind. Allerdings wird diese Regel im Film Highlander Endgame wieder außer Kraft gesetzt, da hier der Bösewicht Jacob Kell andere Unsterbliche auf heiligem Boden töten kann, ohne dass diese Tat für ihn oder die Welt Folgen hätte.
Eine weitere Regel ist, dass ein Kampf immer nur einer gegen einen stattfindet, und sich ein weiterer Unsterblicher nicht in einen bereits begonnenen Kampf einmischen darf. Auch diese Regel wird jedoch im vierten Highlander-Film außer Kraft gesetzt.

### Logik der Serie zu den Unsterblichen
Die Herkunft der Unsterblichen wird in der Serie nicht erklärt. Sie alle sind Findelkinder. Unsterbliche altern bis zu ihrem ersten Todesfall völlig normal. Haben sie jedoch die Schwelle zur Unsterblichkeit überschritten, altern sie nicht weiter. Die Unsterblichkeit kann nur durch einen gewaltsamen Tod ausgelöst werden, das bedeutet, dass sie, wenn sie durch Krankheiten oder dergleichen sterben, nicht wieder auferstehen. Werden sie jedoch ermordet, erwachen sie kurze Zeit nach ihrem Tod als Unsterbliche wieder. Die einzige Möglichkeit, einen Unsterblichen zu töten, ist ihm den Kopf abzuschlagen. Unsterbliche sind nicht in der Lage, Kinder zu bekommen.
Wenn zwei Unsterbliche sich einander nähern, so können sie die Anwesenheit des anderen spüren. Alte und mächtige Unsterbliche können auch Vor-Unsterbliche spüren – also solche Unsterbliche, die noch nichts von ihrer Unsterblichkeit wissen. Vor-Unsterbliche können Unsterbliche nicht spüren, sie leben bis zu ihrem ersten Tod als normale Menschen.

### Die Erneuerung
Wenn ein Unsterblicher enthauptet wird, entweicht seine Energie, auch Essenz genannt. Diese Essenz enthält das Wissen, die Erfahrung und alle Erneuerungen des enthaupteten Unsterblichen. Der Sieger eines Duells zwischen zwei Unsterblichen nimmt die Essenz des Enthaupteten in sich auf und kann dadurch charakterliche Veränderungen erfahren. Dieser Vorgang wird Erneuerung genannt. Starke Windböen und Blitze sind Begleiterscheinungen bei einer Erneuerung.
Sollte ein Unsterblicher nicht durch einen anderen Unsterblichen getötet werden, sondern durch einen Unfall oder durch die Guillotine enthauptet worden sein, so geht seine Essenz verloren. In späteren Folgen der Serie wird angedeutet, dass die Essenz nicht verloren geht, sondern sich auf nahe Unsterbliche verteilt. Ein Beispiel dafür findet man in der Folge 09 der 1. Staffel. Dort stirbt der Gegner durch eine Schiffsschraube. Ein weiteres Beispiel findet man in Folge 17 der 1. Staffel. Dort ist zu sehen, wie MacLeods Gegner Carlos Sendaro im Kampf in einem U-Bahn-Tunnel von einem starken Stromstoß kurzzeitig niedergestreckt und von einem herannahenden Zug enthauptet wird. In beiden Beispielen geht die Essenz auf den in der Nähe stehenden MacLeod über.

## Romane
Mehrere Romane sind im Englischen erschienen. Teilweise thematisieren diese Personen aus der Serie. So wird in Highlander: Shadow of Obsession Darius’ Wandel vom Kriegsherrn zum Friedenstifter beschrieben, in Highlander: The Captive Soul wird Methos’ Vergangenheit im alten Ägypten beschrieben und in Highlander: Scotland the Brave taucht die ehemalige irische Freiheitskämpferin Annie Devlin auf, mit der Richie Ryan seinen ersten Kampf hatte und die er verschont hatte.